# La olimpiada (Myslivecek)
La olimpiada (título original en italiano, L'Olimpiade) es una ópera italiana del siglo XVIII en tres actos con música del compositor checo Josef Mysliveček. Fue compuesta sobre un libreto del poeta italiano Metastasio que fue interpretado por vez primera en 1733. Para una representación en los años 1770, solamente podía esperarse que un libreto de tal antigüedad debería ser abreviado y alterado para adaptarse al gusto operístico contemporáneo; algunos de los textos de arias originales serían omitidas o sustituidas, y el resto de los textos de las arias se musicarían de forma más extensa. En este caso, solamente 14 de los 18 textos de aria de Metastasio fueron nuevamente musicados. Los cortes y cambios en el texto realizados para la representación de 1778 de la ópera de Mysliveček son de autoría desconocida.

## Historia

### Antecedentes
El libreto de La olimpiada fue escrito por el italiano Pietro Metastasio (1698 – 1782) escribió como poeta oficial del Emperador de Austria. El texto fue encargado para que sirviera de libreto a la ópera homónima del compositor Antonio Caldara (Venecia, 1670 – Viena, 1736), a la sazón maestro de capilla de la corte imperial de Viena.
La obra, cantada en italiano y dividida en tres actos, se estrenó en Viena con motivo del cumpleaños de la emperatriz Isabel Cristina de Brunswick-Wolfenbüttel  esposa del emperador Carlos VI, el 28 de agosto de 1733. 
Las fuentes que utilizó Metastasio para el libreto fueron: los trabajos históricos de Heródoto de Halicarnaso y  Pausanias; así como los dramas "Gli inganni felici" de Apostolo Zeno, "Aminta" y "Torrismondo" de Torquato Tasso y "Pastor fido" de Battista Guarini. 
Metastasio tuvo gran influencia sobre los compositores de ópera desde principios del siglo XVIII a comienzos del siglo XIX. Los teatros de más renombre representaron en este período obras del ilustre italiano, y los compositores musicalizaron los libretos que el público esperaba ansioso. La olimpiada fue uno de los que más éxito obtuvieron, pues fue utilizado por más de 50 compositores como libreto para sus óperas.

### Estreno
En 1778, el compositor checo Josef Myslivecek (Praga, 1737 – Roma, 1781), retomó el libreto de Metastasio para componer una ópera homónima, cantada en italiano y dividida en tres actos, que con motivo de la onomástica del rey Carlos III de España, anterior gobernador del Reino de Nápoles cuyo cumpleaños y onomástica se celebraba aun con producciones operísticas bajo el gobierno de su hijo Fernando. Se estrenó en el Teatro de San Carlos de Nápoles, el 4 de noviembre.
Es sin duda alguna una de las mejores partituras que se produjeron sobre este libreto metastasiano. La crítica musical contemporánea alabó en particular la música que el compositor creó para el aria "Se cerca, se dice" tal como la cantó Luigi Marchesi, un amigo íntimo y colaborador profesional del compositor. L'Olimpiade de Mysliveček fue repuesta en 2005 en el Narodní Divadlo Moravskoslezské en Ostrava.

## Personajes

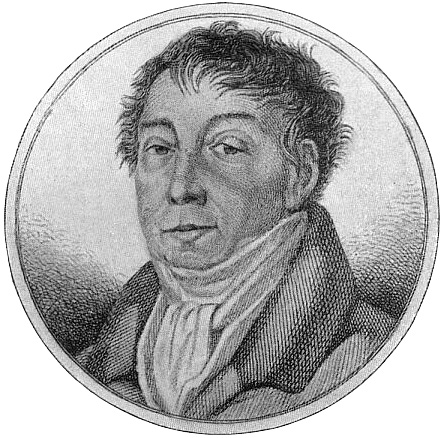
El castrato Luigi Marchesi (1754 – 1829).

| Personaje                                      | Tesitura         | Reparto el 4 de noviembre de 1778 Director: Michele Nasci |
| ---------------------------------------------- | ---------------- | --------------------------------------------------------- |
| Clistene (rey de Sición)                       | tenor            | Giovanni Ansani                                           |
| Aristea (hija de Clistene)                     | soprano          | Giuseppa Maccherini Ansani                                |
| Lycidas (supuesto príncipe de Creta)           | soprano castrato | Pietro Muschietti                                         |
| Megacle (amigo de Lycidas y amante de Aristea) | soprano castrato | Luigi Marchesi                                            |
| Argene (dama cretense, enamorada de Lycidas)   | soprano          | Gertrude Flavis                                           |
| Aminta (tutor de Lycidas)                      | tenor            | Giacinto Perrone                                          |
| Alcandro (secretario de Clistene)              | soprano          | Antonia Rubinacci                                         |

## Argumento
La trama se desarrolla en el Sición (Grecia), en época mítica.

### Acto I
Megacle llega a Sición justo a tiempo para participar en los Juegos Olímpicos bajo el nombre de Lycidas, un amigo al que una vez le salvó la vida. Sin que Megacle lo sepa, Lycidas está enamorado de Aristea, estando la mano de esta última prometida al ganador de los juegos por su padre, el rey Clistene. 
Lycidas, que una vez estuvo prometido a la princesa Argene de Creta, no sabe que Megacle y Aristea están enamorados el uno del otro, y le cuenta a su amigo cual es el premio de los juegos. Aristea y Megacle se alegran de que si este gana podrán casarse, pero Megacle se siente presionado por haber dado su palabra de que competiría como Lycidas. 
Mientras tanto, Argene llega a Olimpia disfrazada como una pastora para recuperar a Lycidas. 

### Acto II

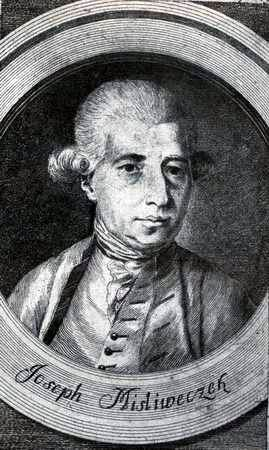
Josef Myslivecek (1737 – 1781).

Megacle gana los juegos, confiesa la verdad a Aristea y se va con el corazón roto. 
Cuando Lycidas se acerca a reclamar su trofeo, Aristea lo rechaza así como también lo hace Argene. 
Aminta, tutor de Lycidas, dice que Megacle se ha ahogado y el rey Clistene, acusando a Lycidas de haber abandonado a su amigo, lo expulsa del reino.

### Acto III
Argene evita que la desesperada Aristea se suicide, Megacle es rescatado por un pescador y Lycidas planea el asesinato del Rey. 
Cuando el rey Clistene descubre las maquinaciones de Lycidas, Aristea pide piedad para él, mientras que Argene se ofrece para recibir el castigo en su lugar. Para convencer al Rey de que ella es una princesa cretense, le muestra a Clistene una cadena que Lycidas le había regalado. El Rey reconoce la cadena como perteneciente a su hijo, a quien él había abandonado durante su infancia para prevenir la profecía que decía que el pequeño mataría a su padre. 
Lycidas es reinsertado en la familia real, se reconcilia con Argene y permite que, su ahora hermana, Aristea, se una a Megacle.

## Piezas vocales
Acto I, escena 2 - Aria de Megacle, "Superbo di me stesso" 

Acto I, escena 4 - Coro con Argene y Aristea, "O care selve" 

Acto I, escena 5 - Aria de Clistene, "Del destin non vi lagnate" 

Acto I, escena 6 - Aria de Aristea, "Tu di saper procura" 

Acto I, escena 7 - Aria de Argene, "Più non si trovano" 

Acto I, escena 8 - Aria de Licida, "Mentre dormi, amor fomenti" 

Acto I, escena 9 - Recitativo acompañado para Megacle, "Che intesi, eterni Dei?," y cavatina, "Cara non dubitar" [un texto no metastasiano] 

Acto I, escena 10 - Recitativo acompañado para Aristea y Megacle, "E tu mi lasci così?" 

Acto I, escena 10 - Dúo de Aristea y Megacle, "Ne' giorni tuoi felici" 
Acto II, escena 1 - Aria de Alcandro, "Dimmi qual è l'affanno" [un texto no metastasiano] 

Acto II, escena 3 - Aria de Argene, "Che non mi disse" 

Acto II, escena 4 - Aria de Aminta, "Siam navi all'onde algenti" 

Acto II, escena 4 - Coro, "Del forte Licida" 

Acto II, escena 6 - Aria de Clistene, "So che il paterno impero" [parodia del texto metastasiano original en esta posición, "So ch'è fanciullo amore"] 

Acto II, escena 8 - Recitativo acompañado para Megacle, "Misero me, che veggo" 

Acto II, escena 9 - Aria de Megacle, "Se cerca, se dice" 

Acto II, escena 10 - Aria de Aristea, "Tu me da me dividi" 

Acto II, escena 13 - Recitativo acompañado para Licida, "Con questo ferro, indegno" 

Acto II, escena 13 - Aria de Licida, "Gemo in un punto e fremo" 
Acto III, escena 3 - Aria de Aristea, "Caro, son tua così" 

Acto III, escena 4 - Aria de Megacle, "Lo seguitai felice" 

Acto III, escena 6 - Aria de Aminta, "Son qual per mare ignoto" 

Acto III, escena 6 - Coro, "I tuoi strali terror de' mortali" 

Acto III, escena 7 - Aria de Clistene, "Non so donde viene" 

Acto III, escena 8 - Recitativo acompañado para Clistene, "O degli uomini padre" 

Acto III, escena 11 - Coro, "Viva il figlio deliquente"

## Grabaciones
La obertura de L'Olimpiade de Mysliveček está incluida en una colección de sinfonías y oberturas por el compositor grabado por L'Orfeo Barockorchester, Michi Gaigg, director, CPO 777-050 (2004).
Dos arias tomadas del papel de Argene en L'Olimpiade de Mysliveček están disponibles en una colección grabada por la mezzosoprano checa Magdalena Kožená: "Più non si trovano" y "Che non mi disse."  La grabación es Deutsche Grammophon 0289-4776153 (2002) con la Filarmonía de Praga, Michel Swierczewski, director.